# ليو تولستوي
الكونت ليف نيكولايافيتش تولستوي (9 سبتمبر 1828- 20 نوفمبر 1910) من عمالقة الروائيين الروس ومصلح اجتماعي وداعية سلام ومفكر أخلاقي وعضو مؤثر في أسرة تولستوي. يعد من أعمدة الأدب الروسي في القرن التاسع عشر والبعض يعده من أعظم الروائيين على الإطلاق.
أشهر أعماله روايتي (الحرب والسلام) و (أنا كارنينا) وهما يتربعان على قمة الأدب الواقعي، فهما يعطيان صورة واقعية للحياة الروسية في تلك الحقبة الزمنية.
كفيلسوف أخلاقي اعتنق أفكار المقاومة السلمية النابذة للعنف وتبلور ذلك في كتاب (مملكة الرب داخلك) وهو العمل الذي أثر على مشاهير القرن العشرين مثل مهاتما غاندي ومارتن لوثر كينغ في جهادهما الذي اتسم بسياسة المقاومة السلمية النابذة للعنف.

## أصول العائلة
كانت عائلة تولستوي من العائلات المعروفة من بين النبلاء الروس القدامى، الذين يعود نسب أجدادهم إلى رجل نبيل أسطوري يُدعى إندريس والذي وصفه بيوتر تولستوي بأنه جاء «من نيميك، من أراضي قيصر» إلى تشيرنيغوف في عام 1353 مع ولديه ليتفينوس (أو ليتفونيس) وزيمونتين (أو زيغمونت) إلى جانب جيش مؤلف من 3000 شخص. على الرغم من أن كلمة «نيميك – باللغة التشيكية: Němec » كانت تُستخدم منذ زمن طويل لوصف الألمان فقط، استُخدِمَت في ذلك الوقت في وصف الشخص الأجنبي الذي لا يتحدث الروسية (وهي مشتقة من كلمة «نيموي – بالروسية: nemoy والتي تعني «الأبكم – بالإنجليزية: mute). اهتدى اندريس إلى الديانة الأرثوذكسية الشرقية، وغيّر اسمه ليصبح ليونتي، وعلى إثر ذلك، سُميّ أبنائه كونستانتين وفيودور. كان أندري خاريتونوفيتش حفيد كونستانتين يُلقّب باسم تولستي (تُترجم الكلمة إلى فات: وهي تعني بالعربية: الشخص السمين – بالإنجليزية: fat)، ولقّبه فاسيلي الثاني ملك موسكو بهذا اللقب بعد انتقاله من تشرنيغوف إلى موسكو.
بسبب تعدّد الأسماء الوثنية وحقيقة أن تشرنيغوف في ذلك الوقت كانت تحت حكم ديميتريوس آي ستارشي، أجمع بعض الباحثين إلى أن أصولهم من الليتوانيين الذين قدموا من دوقية ليتوانيا الكبرى. في الوقت ذاته، لم يُعثر على أي ذكر لإندريس ضمن الوثائق الموجودة من القرن الرابع عشر إلى القرن السادس عشر، في حين فُقِدَت وثائق تشرنيغوف التي استخدمها بيوتر تولستوي كمرجع لأبحاثه. عاش أيضًا أول أفراد عائلة تولستوي خلال القرن السابع عشر، وبالتالي يعتبر بيوتر تولستوي نفسه مؤسس المنزل النبيل، هناك حيث حصل بطرس الأكبر على لقب الكونت.

## ولادته ونشأته
ولد ليو تولستوي في عام 1828م، في مقاطعة تولا والتي تقع على بعد 130 ميلا جنوب مدينة موسكو. وكان نبيلا ووالده هو الكونت نيكولاس تولستوي، وأمه الأميرة ماريا فولكونسكي، وكانت أسرة والدته من سلالة روريك (أول حاكم ورد أسمه في التاريخ الروسي)، وكان من ضمن (دوطة) زواجها إقطاعية ياسنايابوليانا الجميلة، وهي التي ولد بها.
ولقد توفيت والدة تولستوي عندما كان عمره سنتين، وقامت إحدى قريباته تاتيانا بمساعدة والده في تربيته واخوانه، وقضيا معا حياة سعيدة، ولكن توفي والد تولستوي في صيف عام 1837م، فتم وضع أطفاله تحت رعاية حاضن شرعي، وهي الكونتيسة الكسندرا أوستن، وأمضوا السنوات التالية إما في بيتها في موسكو أو في زيارة تاتيانا في ياسنايابوليانا، ولما توفيت الكونتيسة عام 1841م أنتقلت حضانة الأطفال إلى شقيقتها بالاجيايوشكوف.
وقد ملأ الأسى قلب تاتيانا حينما أخذت بالاجيا الأطفال بعيدا إلى منزلها في كازان، حيث أمضى تولتسوي بقية طفولته، ومع ذلك فقد ظل يزور مربيته تاتيانا كل صيف. وفي عام 1844 ألتحق بجامعة كازان ليدرس اللغات الشرقية العربية والتركية، بغية أن يلتحق في النهاية بالسلك الدبلوماسي.

## رفضه للجامعة وشروعه في الكتابة
في أيلول من عام 1844م، قبل ليو تولستوي طالباً في جامعة كازان-كلية اللغات الشرقية، قسم اللغتين التركيّة والعربيّة، ولقد اختار ليو تولستوي هذا الاختصاص لسببين: الأول لأنّه أراد أن يصبح دبلوماسياً في منطقة الشرق العربي، والثاني، لأنّه مهتم بآداب شعوب الشرق، وعلى الرغم من أن تولستوي كان شغوفا بالقراءة منذ طفولته، إلا أنه لم يستطع التركيز في دراسته عندما أصبح طالبا، ومع ذلك فقد أنغمس تماما في الحياة الاجتماعية بالجامعة، وبعد أن فشل في امتحانات السنة الأولى، قرر أن يغير اتجاهه ويدرس القانون، وكانت البداية في ذلك أكثر تبشيرا بالنجاح، ولكن ما أن حل عام 1847م، حتى كان تولستوي قد قرر ترك الدراسة دون أن يحصل على شهادته الجامعية، وقد جاء ذلك عقب أن جاءته الأنباء بأن تقسيم أملاك الأسرة قد جعلته يرث إقطاعية ياسنايابوليانا، وهي إقطاعية كبيرة فيها أكثر من 330 عائلة فلاحية. وكان تولستوي رجلا ذا مثل عليا فأحس أن واجبه يحتم عليه العودة إلى إقطاعيته ياسنايا لرعاية أموره هناك ولتحسين أحوال رعيته من الفلاحين، وأعد مذكرات دقيقة عن خططه لتحقيق ذلك، وعن رغبته في الوصول إلى درجة الكمال، عن طريق أداء واجبه وقراءة أكثر ما يمكنه قراءته.
ولسوء الحظ فإن مثاليته النبيلة وشعوره الشاب بالمسؤولية لم تثبتا أنهما الصفتان المناسبتان للتعامل مع الفلاحين، وبعد مرور صيفين توجه إلى مدينة موسكو، وبعد ذلك إلى سان بطرسبورج حيث عقد العزم على نيل درجة جامعية. ومع ذلك فمرة أخرى بدأ تولستوي الاستمتاع بالحياة الاجتماعية أكثر من أهتمامه بتحصيله العلمي، وانغمس في لعب القمار وغرق في الديون، ضاربا بتحذيرات مربيته تاتيانا عرض الحائط.

## ذهابه مع أخيه إلىالقوقاز
كان شقيقه نيكولاس الذي كان يخدم في الجيش الروسي بالقوقاز قد عاد إلى بلده ليقضي إجازته، وعندما رجع إلى مقر عمله، قرر تولستوي أن يصاحبه، تاركا اقطاعيته في رعاية زوج شقيقته ماريا.
وعندما وصل مع شقيقه إلى القوقاز عام 1851م، ما لبث أن أغرم بمشهد الجبال الجميلة هناك، وبعد تسعة أشهر من سفره انضم إلى الفرقة الروسية القوقازية في القتال ضد قبائل السهول التتارية، وقد سجل جانبا كبيرا من انطباعاته التي كونها خلال تلك الفترة في روايته (الحرب والسلام).
وشارك في بعض المعارك ضد جيش المريدين بقيادة الإمام شامل. وفي تلك المرحلة الأولى من حياته ألف ثلاثة كتب وهي (الطفولة) 1852م؛ (الصبا) 1854م؛ (الشباب) 1857م.
واستمر في عمله كجندي حتى عام 1855م، حيث اشترك في حرب القرم. ولكنه عاد إلى سان بترسبورج عام 1855م، بعد سقوط سيباستوبول.
ولقد أحب بلاد القوقاز وأثرت فيه حياة شعوب القوقاز وكتب عن تجاربه تلك موضوعات نُشرت في الصحف، وألَّف عنها كتابه (القوزاق) 1863م الذي يحتوي على عدة قصص.

## أوروبا وشهرته ككاتب
وبعد تقاعده من الخدمة العسكرية سافر إلى أوروبا الغربية وأعجب بطرق التدريس هناك. ولما عاد لمسقط رأسه بدأ في تطبيق النظريات التربوية التقدمية التي عرفها، وذلك بأن فتح مدرسة خاصة لأبناء المزارعين. وأنشأ مجلة تربوية تدعى ياسنايا بوليانا شرح فيها أفكاره التربوية ونشرها بين الناس.
وفي عام 1857م، زار سويسرا ثم ذهب إلى ألمانيا وفرنسا وبريطانيا في الفترة من عام 1860م، ولغاية نهاية عام 1861م، وكان مهتما بإقامة المدارس، وأصبح معنيا بوجه خاص بمشكلة تعليم أولئك الذين فاتتهم فرصة التعلم في الصغر.
وكذلك أختلط تولستوي بالمزارعين وتعلم أساليبهم في العمل، ودافع عنهم ضد المعاملة السيئة من جانب ملاك الأراضي، وبعد ذلك الوقت لم يغادر إقطاعيته بوليانا على الإطلاق وتزوج في عام 1862م، من الكونتيسة صوفيا أندريفيا برز، التي كانت زوجة متفهمة ومحبة لخدمته.

## كتبه
ويُعد كتاب (الحرب والسلام) 1869م من أشهر أعمال تولستوي، ويتناول هذا الكتاب مراحل الحياة المختلفة، كما يصف الحوادث السياسية والعسكرية التي حدثت في أوروبا في الفترة ما بين 1805 و1820م. وتناول فيها غزو نابليون لروسيا عام 1812م. ومن أشهر كتبه أيضًا (أنا كارنينا) الذي عالج فيه قضايا اجتماعية وأخلاقية وفلسفية في شكل مأساة غرامية كانت بطلتها هي أنَّا كارنينا.
ومن كتب تولستوي أيضًا كتاب (ما الفن؟). وأوضح فيه أن الفن ينبغي أن يُوجِّه الناس أخلاقيًا، وأن يعمل على تحسين أوضاعهم، ولابد أن يكون الفن بسيطًا يخاطب عامة الناس.

## معارضته للكنيسة
وقد تعمق تولستوي في القراءات الدينية، وقاوم الكنيسة الأرثوذكسية في روسيا، ودعا للسلام وعدم الاستغلال، وعارض القوة والعنف في شتى صورهما. ولم تقبل الكنيسة آراء تولستوي التي أنتشرت في سرعة كبيرة، فكفرتهُ وأبعدتهُ عنها وأعلنت حرمانهُ من رعايتها. وأُعجب بآرائه عدد كبير من الناس وكانوا يزورونه في مقرهِ بعد أن عاش حياة المزارعين البسطاء تاركًا عائلتهِ الثرية المترفة.
وهو كفيلسوف أخلاقي اعتنق أفكار المقاومة السلمية النابذة للعنف وتبلور ذلك في كتاب (مملكة الرب بداخلك)، وهو العمل الذي أثر على مشاهير القرن العشرين مثل المهاتما غاندي ومارتن لوثر كينغ في جهادهما الذي اتسم بسياسة المقاومة السلمية النابذة للعنف.

## أواخر نشاطاته
وفي أواخر حياته عاد تولستوي لكتابة القصص الخيالية فكتب (موت إيفان إيلييتش) 1886م، كما كتب بعض الأعمال المسرحية مثل (قوة الظلام) 1888م. وأشهر أعماله التي كتبها في أواخر حياته كانت (البعث) وهي قصة كتبها 1899م وتليها في الشهرة قصة (الشيطان) 1889م؛ سوناتا كرويتزر 1891م؛ (الحاج مراد) وقصة «الاب سيرغي» التي نُشرت بعد وفاته والتي توضح عمق معرفته بعلم النفس، ومهارته في الكتابة الأدبية. ومدى حبه ومعرفته بالقفقاس وقد اتصفت كل أعماله بالجدية والعمق وبالطرافة والجمال.

## الفلسفة المسيحية عند تولستوي
يسأل تولستوى ويفكر في مسألة الموت: لماذا نموت ؟ ولماذا نخاف الموت؟ وله قصة باسم «ثلاث موتات» يقارن فيها بين موت سيدة ثرية وموت فلاح بسيط وموت شجرة، يخلص منها أنه كلما زاد وعينا انفصلنا عن الطبيعة والمجموعة البشرية ونحن نتألم لهذا الوعي وهذا الانفصال عند الموت.
في عام 1884، كتب تولستوي كتابًا بعنوان ما أؤمن به، حيث اعترف علانية بمعتقداته المسيحية. وأكد إيمانه بتعاليم يسوع المسيح، وتأثر بشكل خاص بخطبة الجبل، وأمر تحويل الخد الآخر، الذي فهمه على أنه «وصية عدم مقاومة الشر بالقوة» وعقيدة المسالم واللاعنف. في عمله، ملكوت الله بداخلك، تلقى تولستوي أيضًا رسائل من الكويكرز الأمريكيين الذين قدموه إلى كتابات اللاعنف للمسيحيين الكويكرز مثل جورج فوكس ووليام بين وجوناثان ديموند. يعتقد تولستوي أن كونه مسيحياً يتطلب منه أن يكون مسالماً. يبدو أن شن الحكومات للحرب أمر لا مفر منه هو السب في أنه يعتبر أناركيا فلسفيا.
في وقت لاحق، تم نشر إصدارات مختلفة من «إنجيل تولستوي»، الذي يذكر المقاطع التي اعتمد عليها تولستوي بشكل خاص من الكتاب المقدس، وعلى وجه التحديد، كلمات يسوع نفسه

## تقديره للثقافة العربية
لقد أضمر الكاتب الروسي احتراماً خاصاً للأدب العربي، والثقافة العربية، والأدب الشعبي العربي، فعرف الحكايات العربية منذ طفولته، وعرف حكاية «علاء الدين والمصباح السحري»، وقرأ «ألف ليلة وليلة»، وعرف حكاية «علي بابا والأربعون حرامي»، وحكاية «قمر الزمان بين الملك شهرمان»، ولقد ذكر هاتين الحكايتين ضمن قائمة الحكايات، التي تركت في نفسهِ أثراً كبيراً، قبل أن يصبح عمره أربعة عشر عاماً. وهناك دليل آخر على احترام ليو تولستوي للتراث العربي. فيذكر الكاتب، أنّه أمضى إحدى الليالي في غرفة جدته، وأصغى إلى حكايات المحدث الأعمى ليف ستيبا نفتش، الذي كان يعرف حكاياتٍ عربيةً كثيرةً، ومنها حكاية «قمر الزمان بن الملك شهرمان».
كتب ف.ف.لازورسكي في مذكراته:"وحدثنا ليف نيكولايفتش حكايةً عربيةً، من "ألف ليلة وليلة"، حيث تحول الساحرة الأمير إلى فرسٍ، إنّه يحبّ كثيراً الحكايات العربية، ويقدرّها تقديراً عالياً. ويقول: يجب معرفتها منذ الطفولة.
ويرى تولستوي إنّها نافعة أكثر من مقالة «ماهي الليبرالية»، التي نشرت في مجلة «النقد الأدبي»(162، ص 460).
عتب تولستوي على خ.د. التشيفسكيا، لأنّها لم تضمّن قائمة الكتب المقترحة للقراءة الشعبية الحكايات العربية فكتب لها، «لماذا لم تقترحي الحكايات العربية؟ إنّ الشعب يرغب في قراءتها! هذا تقصير من جانبك»، وأستلم تولستوي، في السنة الأخيرة من عمرهِ، طبعةً فرنسيةً جديدةً «لألف ليلة وليلة»، وقرأها من جديدٍ بكلّ سرورٍ.
تعود علاقة تولستوي الأولى بالأدب الشعبي العربي إلى عام 1882م، فلقد نشر في ملحق مجلته التربوية (يا سنايا بوليانا)، بعض الحكايات العربية الشعبية، منها حكاية «علي بابا والأربعين حرامي». ويظهر تأثر ليو تولستوي بألف ليلة وليلة في روايته لحن كريستر.
وأيضا يذكر انه تراسل مع الامام محمد عبده ولكن توفى الاثنان ولم يكملوا تحاورهم بعد رسالتين فقط.

## حياته الخاصة

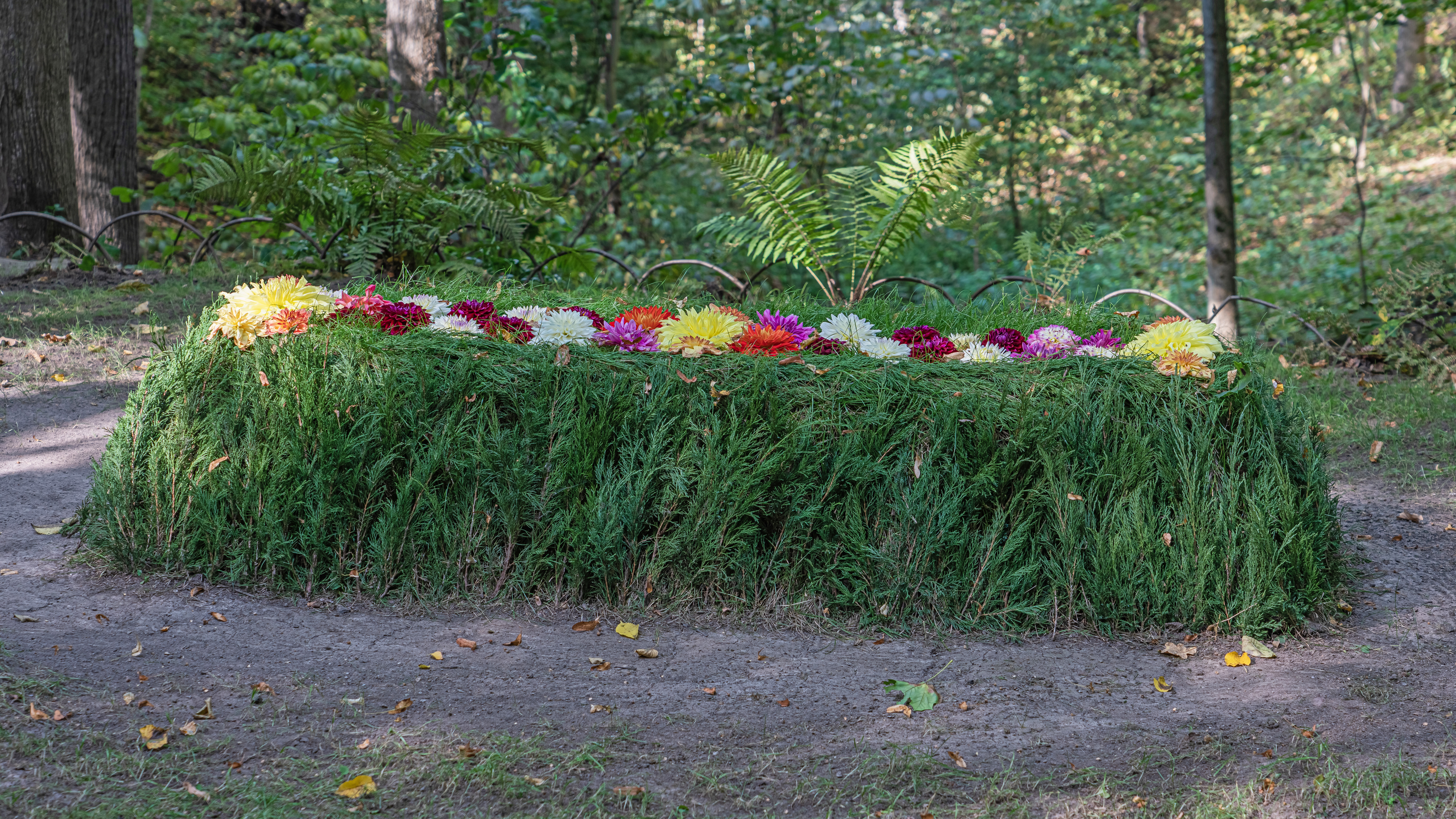
ضريح تولستوي

تزوج تولستوي من صوفي بيرز التي أثبتت أنها خير الزوجات وأفضل رفاق الحياة بالرغم من أنها تصغره بستة عشر عاما. ولقد خلفا 13 طفلا مات خمسة منهم في الصغر. وكان زواجه ملاذه لهدوء البال والطمأنينة، لأنه كان يعيده إلى واقع الحياة هربا من دوامة أفكاره. وزوجه صوفي كانت خير عون له في كتابته، فقد نسخت مخطوط روايته الحرب والسلام 7 مرات حتى كانت النسخة الأخيرة والتي تم نشرها.
لقد كانت الثلاثين سنة الأخيرة من حياته الطويلة مليئة بالقلق المتزايد، فقد كان يبحث للعثور على إجابة عن مشاكل البشرية، وكان يريد مساعدة الفقير والضعيف، وأعلن الثورة على العنف والحرب، وعلى رياء الرجال المحيطين به، واصطدمت مثله العليا بتقاليد أسرته، وأخيرا قرر الهرب من موطنه، وقد لحقت به أبنته بعد ذلك، ولكن هروبه من مسكنه وأسرته أثر على صحته التي كانت سيئة بعض الوقت، وحتى في شيخوخته كان متماسكا، وقوي الذاكرة دون أن تضعف رؤاه، إلا أنه وفي توجهه لزيارة شقيقته في ديرٍ كانت هي رئيسته، في 20 نوفمبر 1910 مات من الالتهاب الرئوي في محطة قطار وعلى ما يبدو بسبب البرد الشديد.

## وفاته
في 20 نوفمبر/تشرين الثاني عام 1910م، توفي تولستوي في قرية استابو (في محطة القطار) حين هرب من بيته وحياة الترف، واصيب بالالتهاب الرئوي في الطريق، وكان قد بلغ من العمر 82 عاما. ودفن في حديقة ضيعة ياسنايا بوليانا. وكان قد أمضى تولستوي الساعات الأخيرة في الوعظ بالحب واللاعنف.

## أقواله
- قال عن الشريعة الإسلامية: ((يكفي محمد فَخْرًا أنه خَلَّصَ أُمَّةً ذليلة دموية مِن مخالب شياطين العادات الذميمة، وفتح أمام وجوههم طريق الرُّقي والتقدم، وأن شريعة محمد ستسود العالَم لانسجامها مع العقل والحكمة)).[8][9][10][11]
- الجميع يفكر في تغيير العالم ولكن لايفكر في تغيير نفسه
- ليس الكمال الأخلاقي الذي يبلغه المرء هو الذي يهمنا، بل الطريقة التي يبلغه بها.
- أيسر على المرء أن يكتب في الفلسفة مجلدات عدة من أن يضع مبدأ واحدا في حيز التطبيق.
- الشخص الذي لديه فكرة خاطئة عن الحياة ستكون لديه دوماً فكرة خاطئة عن الموت.
- أقوى المحاربين هما الوقت والصبر.
- لا يوجد إنسان ضعيف، بل يوجد إنسان يجهل موطن قوته.
- الحب الروحي يوحد البشر، والصداقة تهذبهم، أما اللهو فإنه مفسدة لهم.
- إننا نبحث عن السعادة غالباً وهي قريبة منّا، كما نبحث في كثير من الأحيان عن النظارة وهي فوق عيوننا.
- إذا وجد المضمون، انصاع الشكل.
- الحزن المطلق مستحيل مثلما هو الفرح المطلق.
- لا علاقة للنجاح بما تكسبه في الحياة أو تنجزه لنفسك، فالنجاح هو ما تفعله للآخرين.
- إن غاية الحياة هي الحصول على السعادة وقد أرادها الله لنا، فمن يطلبها يتمم إرادة الله.
- وهم غريب أن تفترض أن الجمال هو الخير.
- إن الحرب التي تشنها الدولة تفسد الناس في عام واحد أكثر مما تفسدهم ملايين جرائم النهب والقتل.
- قبل أن تصدر الحكم على الآخرين احكم على نفسك.
- اعمل الخير لأصدقائك يزيدوك محبة، واعمل الخير لأعدائك ليصبحوا أصدقاءك.

## أعماله
- حكم النبي محمد.[12] (كتاب)
- الحرب والسلام (رواية طويلة)
- البعث (رواية) (رواية طويلة)
- أنا كارنينا (رواية طويلة)
- الطفولة والصبا والشباب (سيرة ذاتية طويلة)
- الحاج مراد (رواية قصيرة)
- موت إيفان إيليتش (رواية قصيرة)
- الرب يرى الحقيقة لكنه يمهل.[13] (قصة قصيرة)
- قوة الظلام (مسرحية)
- الجثة الحية (مسرحية)
- مملكة الرب داخلك (كتاب فلسفي)
- لحن كريستر
- قصص سيفاستوبول
- العمل، والموت، والمرض. (قصة قصيرة)
- سوناتا كرويتزر.
- تقطيع الأخشاب.
- ذكريات مسجل البلياردو.
- العاصفة الثلجية.
- الفارسان.
- الأب سيرغي.
- العجوزان.[14]
- الناسك.
- طريق الحياة.
- اعتراف.
- القوزاق.

## روابط خارجية
- ليو تولستوي على موقع IMDb (الإنجليزية)
- ليو تولستوي على موقع ميتاكريتيك (الإنجليزية)
- ليو تولستوي على موقع الموسوعة البريطانية (الإنجليزية)
- ليو تولستوي على موقع روتن توميتوز (الإنجليزية)
- ليو تولستوي على موقع قاعدة بيانات الأفلام العربية
- ليو تولستوي على موقع ألو سيني (الفرنسية)
- ليو تولستوي على موقع ميوزك برينز (الإنجليزية)
- ليو تولستوي على موقع أول موفي (الإنجليزية)
- ليو تولستوي على موقع قاعدة بيانات برودواي على الإنترنت (الإنجليزية)
- ليو تولستوي على موقع قاعدة بيانات برودواي على الإنترنت (الإنجليزية)
- ليو تولستوي على موقع قاعدة بيانات برودواي على الإنترنت (الإنجليزية)

## الوصلات الخارجية
- ليو تولستوي على موقع أرشيف الشارخ.
- ليو تولستوي على موقع IMDb (الإنجليزية)
- ليو تولستوي على موقع ميتاكريتيك (الإنجليزية)
- ليو تولستوي على موقع الموسوعة البريطانية (الإنجليزية)
- ليو تولستوي على موقع روتن توميتوز (الإنجليزية)
- ليو تولستوي على موقع قاعدة بيانات الأفلام العربية
- ليو تولستوي على موقع ألو سيني (الفرنسية)
- ليو تولستوي على موقع ميوزك برينز (الإنجليزية)
- ليو تولستوي على موقع أول موفي (الإنجليزية)
- ليو تولستوي على موقع قاعدة بيانات برودواي على الإنترنت (الإنجليزية)
- ليو تولستوي على موقع قاعدة بيانات برودواي على الإنترنت (الإنجليزية)
- ليو تولستوي على موقع قاعدة بيانات برودواي على الإنترنت (الإنجليزية)
- ليو تولستوي  على قاعدة بيانات الخيال التأملي على الإنترنت
- تحميل قصة العجوزان تأليف ليو تولستوى
- تحميل قصة الناسك تأليف ليو تولستوى